# Hugo López
Hugo López Martínez (Gijón, Asturias, España, 15 de mayo de 1988) es un futbolista español que juega de centrocampista en el Dhofar Club de la Liga Profesional de Omán.

## Trayectoria
Se formó en los equipos de fútbol base del Colegio de la Inmaculada de Gijón, donde pronto destacó y llamó la atención de los ojeadores de equipos profesionales como el Real Sporting de Gijón y el F. C. Barcelona. Finalmente, fue el club catalán quien se hizo con su ficha federativa al comienzo de su primer año en categoría infantil (sub-13) con el Inmaculada. Se incorporó a La Masía en 2000 y permaneció en la cantera del Barcelona hasta la temporada 2007-08, cuando fichó por el U. D. Almería "B".
En la campaña 2008-09 el Sporting volvió a interesarse por el jugador y consiguió su cesión para el Real Sporting de Gijón "B", con una opción de compra. Al término de la temporada, y al no ejercer el conjunto rojiblanco la opción de compra, el jugador se reincorporó al Almería "B" para disputar la campaña 2009-10. Tras finalizar en cuarta posición la liga regular, el equipo se clasificó para la promoción de ascenso a Segunda División B, donde quedó eliminado por el C. E. L'Hospitalet en el último cruce. Después de concluir su contrato firmó con la S. D. Noja, con quien logró el primer puesto en el grupo 3 de la Tercera División en la temporada 2010-11 y repitió participación en una fase de ascenso a la categoría de bronce. En esta ocasión, fue la Gimnástica Segoviana C. F. quien dejó al club cántabro sin opciones de ascenso.
Posteriormente, fichó por el Atlético Clube de Portugal de la Segunda División del país luso. Su debut se produjo el 7 de agosto de 2011 en un partido de la Copa de la Liga contra el Portimonense S. C. El 8 de agosto de 2012 fichó por el PFC Slavia Sofia de la Liga A de Bulgaria y en enero de 2013 fue traspasado al Ironi Nir Ramat HaSharon F. C. de la Liga Premier de Israel. En julio de 2013 fue traspasado al E. N. Paralimni de la Primera División de Chipre, y en enero de 2014 rescindió su contrato para incorporarse al Apollon Limassol. El 28 de agosto del mismo año debutó en la Liga Europa durante el partido de vuelta de la ronda de play-off disputado frente al FC Lokomotiv Moscú, en el que anotó el último de los goles de su equipo en una victoria por 1-4. Al término de la temporada 2014-15 se desvinculó del Apollon y fichó por el Hapoel Kfar Saba israelí. En la campaña 2015-16 se incorporó al Celaya F. C. de la Liga de Ascenso de México. En agosto de 2017 se incorporó al Dhofar Club de la Liga Profesional de Omán y un año después al Al Hamriyah Club de la División 1 de EAU. En enero de 2019 pasó al Al Jabalain, de la Primera División Saudí, y en julio regresó al Dhofar Club.

## Clubes
| Club                           | País                   | Año       |
| ------------------------------ | ---------------------- | --------- |
| U. D. Almería "B"              | España                 | 2007-2008 |
| Real Sporting de Gijón "B"     | España                 | 2008-2009 |
| U. D. Almería "B"              | España                 | 2009-2010 |
| S. D. Noja                     | España                 | 2010-2011 |
| Atlético Clube de Portugal     | Portugal               | 2011-2012 |
| PFC Slavia Sofia               | Bulgaria               | 2012-2013 |
| Ironi Nir Ramat HaSharon F. C. | Israel                 | 2013      |
| E. N. Paralimni                | Chipre                 | 2013-2014 |
| Apollon Limassol               | Chipre                 | 2014-2015 |
| Hapoel Kfar Saba               | Israel                 | 2015-2016 |
| Celaya F. C.                   | México                 | 2016-2017 |
| Dhofar Club                    | Omán                   | 2017-2018 |
| Al Hamriyah Club               | Emiratos Árabes Unidos | 2018-2019 |
| Al Jabalain                    | Arabia Saudita         | 2019      |
| Dhofar Club                    | Omán                   | 2019-     |

## Palmarés

### Campeonatos nacionales
| Título                     | Club        | País   | Año  |      |
| -------------------------- | ----------- | ------ | ---- | ---- |
| Tercera División (grupo 3) | S. D. Noja  | España | 2011 |      |
| Supercopa de Omán          | Dhofar Club | Omán   | 2017 | 2020 |